# Yahoo!
« Yahoo » redirige ici. Pour les autres significations, voir Yahoo (homonymie).
Yahoo! [ jəˈhuː] est une société américaine de services web créée en 1994, appartenant, entre 2017 et 2021 à Verizon Media, et, désormais, à Apollo Global Management. Son siège social est situé à Sunnyvale en Californie.
À l'origine, Yahoo! était uniquement un annuaire Web, créé par David Filo et Jerry Yang à l'université Stanford en janvier 1994, puis l'entreprise a été fondée en mars 1995. Selon Alexa Internet, Yahoo! était le site web le plus visité en 2004. Le réseau des sites Yahoo! a servi plus de trois milliards de pages par jour en octobre 2004. Yahoo! propose de nombreux autres services gratuits et payants, dont un moteur de recherche, des boîtes à courrier électronique, de la messagerie instantanée, de l'hébergement web et des portails (actualités, finances).
Alors qu'elle était autrefois l'une des sociétés web les plus prospères, Yahoo! a connu un lent déclin pendant les années 2010. Elle est en partie rachetée par Verizon Communications en 2017 pour 4,5 milliards de dollars, tandis qu'une autre partie, dont les actions du groupe Alibaba ainsi que Yahoo! Japan, sont devenus Altaba, un véhicule d'investissement. En mai 2021, Verizon conclut un accord de vente de Yahoo! avec Apollo Global Management, un fonds de capital-investissement américain, un véhicule d'investissement. En avril 2025, yahoo.com est le onzième site web le plus visité au monde (position équivalente à celle de sa propre filiale japonaise, Yahoo! Japan),.

## Histoire

### Création et popularisation

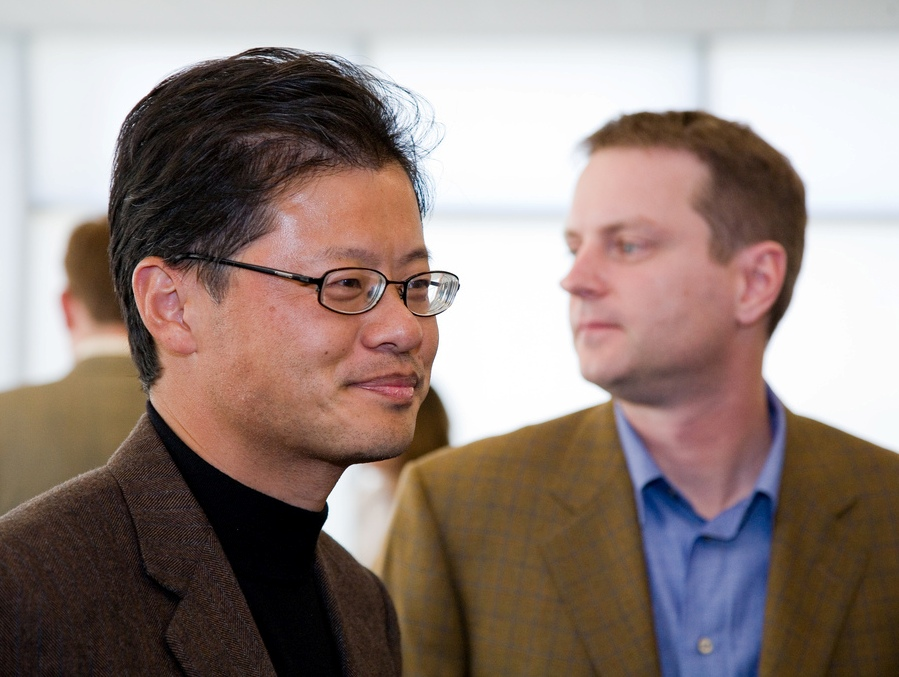
Jerry Yang (à gauche) et David Filo (à droite), fondateurs de Yahoo!

À l'origine, Yahoo! est un annuaire Web, le Jerry and David's Guide to the World Wide Web to Yahoo! (« Guide de David et de Jerry pour le World Wide Web ») créé en janvier 1994 par Yang et Filo, deux étudiants en génie informatique à l'Université Stanford qui passent leur temps à surfer sur le Web naissant, possédant ainsi une collection de sites intéressants qu'ils ont de plus en plus de mal à répertorier. Dans le cadre de leurs études, ils décident alors d'utiliser les infrastructures de l'université pour répertorier et catégoriser les autres sites web à travers un annuaire organisé par thèmes dans une logique d'index comme dans les encyclopédies. Ils facilitent également la recherche des utilisateurs en créant un moteur de recherche qui permet de rechercher des sites par mots-clés. Le rétroacronyme « Yet Another Hierarchical Officious Oracle » créé en avril 1994 est souvent cité comme signification, mais ses créateurs Jerry Yang et David Filo, qui devaient choisir un nom de projet commençant par un « Y » pour s'inscrire dans la nomenclature des projets informatiques de l'université Stanford, affirment avoir choisi le nom à cause des « Yahoos », nom donné aux humains dans le dernier des Voyages de Gulliver de Jonathan Swift. En moins d'un an, le trafic sur Yahoo est tel qu'il sature le réseau de l'université et les autorités universitaires leur demandent de quitter le campus. Yang et Filo fondent alors leur propre entreprise le 2 mars 1995 et acceptent la proposition de Marc Andreessen (cofondateur de Netscape Communications à Mountain View, en Californie) d'héberger leur site sur les serveurs de Netscape.
En 1995, Ziff Davis, depuis racheté par CNET, lance le magazine Yahoo! Internet Life, originellement sous le nom ZD Internet Life. Le magazine était destiné à accompagner et compléter le site web.
Yahoo! entre en bourse le 12 avril 1996, vendant 2,6 millions d'actions à 13 dollars l'unité. L'action a immédiatement grimpé jusqu'à 43 dollars avant de terminer à 33 dollars en fin de journée, un bond en avant de 154%. La valorisation de la société atteint 848 millions de dollars alors qu'elle a perdu 600 000 dollars en 1995 pour un chiffre d'affaires de 1,36 million de dollars, celui attendu en 1996 étant au maximum de 7 millions de dollars et qu'elle a une pléthore de concurrents sérieux (Alta Vista, Magellan, Lycos, Excite). L'action va faire ensuite plus que centupler et touchera près de 4 ans plus tard le pic de 118,75 dollars le 3 janvier 2000, un record historique portant la valorisation de la société à environ cent milliards de dollars.
Près de neuf ans plus tard, au début de mars 2005, sa capitalisation sera de 43 milliards de dollars, après avoir atteint des niveaux plus élevés en 2000.
La filiale française Yahoo! France, dont Ziff Davis France est au départ actionnaire minoritaire, est lancée en septembre 1996 et devient en moins d'un mois la première destination du Web hexagonal quant au trafic, dépassant son concurrent direct, l'annuaire francophone Nomade.
À la fin des années 1990, Yahoo fait partie, avec ses compatriotes Amazon, EBay et AOL, des sociétés devenues célèbres grâce à une bulle des capitalisations boursières des jeunes sociétés sans équivalent dans l'histoire, qui finit en krach, phénomène touchant aussi des nombreuses petites sociétés de biotechnologies et des sociétés minières junior.
La popularité de Yahoo! augmentant, de nouveaux services sont offerts transformant petit à petit l'annuaire Web en portail d'où l'utilisateur peut s'adonner à toutes les activités associées à Internet. On y trouve le service Yahoo! Mail (comportant un carnet d'adresse, un calendrier et un bloc-notes), un client de messagerie instantanée, l'hébergement de listes de diffusion, des jeux en ligne, des weblogs avec Yahoo! 360° et des chats, mais aussi des portails d'information variés (économie, actualités, sports). Beaucoup de ces services reposent, au moins en partie, sur des services indépendants que Yahoo! a acquis au fil du temps - tels que l'hébergeur GeoCities, eGroups (en) (intégré sous le nom de Yahoo! Groups) ou RocketMail. Beaucoup de ces acquisitions sont controversées et peu populaires auprès de certains utilisateurs, Yahoo! modifiant les termes du service. La société prétend, par exemple, posséder des droits intellectuels sur le contenu des serveurs, ce que les anciennes sociétés ne faisaient pas.
La société s'étend entre 1996 et 2009 à de nombreux territoires en Europe, Asie et Amérique du Sud. La concurrence de certaines jeunes pousses locales reste rude pour Yahoo! dans certains pays, Yahoo! se retirera peu à peu des marchés scandinaves et ne s'impose à Taïwan que grâce à l'acquisition du portail Internet local Kimo. Yahoo! en espagnol, au départ visant l'ensemble de l'Amérique latine (Yahoo! Mexico et Yahoo! Argentina seront lancés par la suite), se recentre au début des années 2000 sur l'audience hispanisante américaine, notamment à travers des partenariats avec Univision.

### Acquisitions et partenariats 2002-2009
À la fin 2002, Yahoo! commence discrètement à améliorer ses services de recherche en acquérant des technologies concurrentes. En décembre 2002, la société acquiert Inktomi et, en juillet 2003, Overture Services, Inc., et par ce biais les moteurs de recherche tels qu'AltaVista et AlltheWeb. Le 18 février 2004, Yahoo! abandonne les résultats fournis par Google et revient à sa propre technologie de recherche (Yahoo! Search technology, YST) qui inclut (depuis mars 2005) les vidéos.
Le 25 mars 2004, Yahoo! acquiert le moteur de comparaison de prix Kelkoo pour 475 millions d'euros. En octobre 2005, Yahoo! et Microsoft décident de rendre interopérables leurs logiciels de communication instantanée, Yahoo! Messenger et MSN Messenger. Il s'agit d'une stratégie qui aurait été invraisemblable encore deux ans auparavant. En décembre 2005, Yahoo! lance Yahoo! Answers (en français Yahoo! Questions/Réponses), un site collaboratif permettant aux utilisateurs de poser des questions à la communauté qui y répond directement.
Le 1er février 2008, Microsoft annonce son intention de racheter Yahoo pour 44 milliards de dollars. Dix jours après, le 11 février, le conseil d'administration de Yahoo! refuse la proposition de 44 milliards de dollars, la jugeant insuffisante dans l'intérêt de l'entreprise et de ses actionnaires. En novembre 2008, Yahoo! se sépare du comparateur de prix Kelkoo racheté par le groupe Jamplant.
Le 29 juillet 2009, après deux ans de tractations, Microsoft et Yahoo! ont décidé de former une alliance dans certains domaines liés à Internet,,. Pendant les deux premières années selon le P.-D.G. de Microsoft Steve Balmer, Microsoft perdra environ 300 millions de dollars puis obtiendra des bénéfices. Le 16 avril 2015, Yahoo! et Microsoft ont annoncé avoir renouvelé leur partenariat sur le « search » avec quelques modifications qui apportent à Yahoo! plus de « flexibilité », notamment pour les ordinateurs de bureau et les appareils mobiles.

### Acquisitions récentes et diversification des activités 2011-2014
En novembre 2011, Yahoo! annonce le rachat d’Interclick, un fournisseur de solutions publicitaires sur internet, pour un montant de 196,4 millions d’euros.
Après des négociations avortées pour le rachat de Dailymotion en mars 2013, Marissa Mayer annonce un mois plus tard que Yahoo! rachète la plate-forme de microblogage Tumblr pour 1,1 milliard de dollars. Contrairement à Facebook et Twitter, Tumblr a une audience de jeunes (15-24 ans) qui y préfèrent le profil anonyme, ce nouveau réseau social revendiquait en 2013 117 millions de visiteurs actifs par mois et près de 108 millions de blogs. Le défi de Yahoo! est de monétiser cette audience par une stratégie de publicité traditionnelle ou de marketing de contenu et de l'intégrer à sa plate-forme de services.
Le 8 janvier 2014 Yahoo annonce la création de deux magazines en ligne : Yahoo! Food et Yahoo! Tech.
En mai 2014, Yahoo! lance Yahoo! News Digest en France (une sélection d'actualité à 8 et 18 h, sous forme d'« atomes »). Le groupe continue également de développer son offre mobile en rachetant Blink. L'application de messagerie mobile a annoncé le rachat sur son blog.
Le 15 mai 2014, le groupe annonce sur son blog qu'il lançait un nouveau magazine en ligne consacré au cinéma. Ce lancement s'inscrit dans la politique de création de contenus revendiquée par Marissa Mayer et mise en place depuis janvier 2014 avec la gastronomie ou encore la technologie. Le site propose des critiques de film actuel ou ancien, des articles plus détaillés de spécialistes sur le cinéma ou encore des interviews de grandes stars.
Le 12 juin 2014 Yahoo! France lance une application Yahoo! Sports, disponible pour iPhone, iPad et Android Depuis le 25 mai 2014, Yahoo! Sports accueille Cyril Hanouna pour l'émission Hanouna Set & Match.
En septembre 2014, Yahoo! rachète la jeune société Vizify, spécialisée dans le service de visualisation des données.
Le 11 novembre 2014, le groupe fait l'acquisition de la plate-forme de publicité vidéo BrightRoll pour un montant de 640 millions de dollars.

### Mouvements du groupe 2007-2014
Le 18 juin 2007, Jerry Yang reprend le poste de P.-D.G., après que Terry Semel eut démissionné de ce rôle. Le 14 janvier 2009, Carol Bartz devient le nouveau P.-D.G. de Yahoo! et met en place un large plan de réorganisation au sein de la société.
Le 7 septembre 2011, la P.-D.G. Carol Bartz est licenciée par décision du conseil d'administration. Le 17 janvier 2011, Jerry Yang, cofondateur de Yahoo! démissionne du conseil d'administration et de toutes ses fonctions dans la société.
En janvier 2012, Scott Thompson, CEO de Paypal (filiale de eBay) succède à Carol Bartz à la tête de l'entreprise. Le 10 avril 2012, Yahoo annonce qu'il va se restructurer en trois divisions (Consommateur, régions et technologies) à partir du 1er mai. Le 13 mai 2012, Scott Thompson démissionne cinq mois seulement après son arrivée, c'est Ross Levinsohn qui prend temporairement sa place.
Le 17 juillet 2012, Marissa Mayer est nommée directrice générale et prend la place de Ross Levinsohn.
Le 16 janvier 2014, l'entreprise se sépare de son no 2, Henrique de Castro.
Le 5 février 2014, Yahoo! annonce que tous ses services basés en Europe seront délivrés depuis l'Irlande pour des raisons fiscales. En janvier 2015, Yahoo! annonce son intention de vendre les 15 % de participations qu'il détient dans Alibaba Group, pour un montant estimé de 40 milliards de dollars.

### Depuis 2014, une période difficile
En 2014, Yahoo France a réalisé un chiffre d'affaires de 28 M€ soit 51,37 % de moins qu'en 2013.
Pour tenter de remédier à ces déboires, Marissa Mayer (ex-PDG de Yahoo) annonce le 2 février 2016 la suppression de 1 700 postes, qui vient s'ajouter à celle de 1 800 postes effectuée en 2015, l'objectif étant de faire des économies de 400 millions d'euros et de relancer la croissance.
Plusieurs plans de restructuration ont également été mis en place sans succès apparent jusque-là.
Le 17 février 2016, le groupe annonce la fermeture de plusieurs de ses publications numériques : Yahoo! Food, Yahoo! Health, Yahoo! Parenting, Yahoo! Makers, Yahoo! Travel, Yahoo! Autos et Yahoo! Real Estate. Ce choix s'inscrit dans la volonté du groupe de recentrer ses activités en se concentrant désormais sur le sport, l'actualité, la finance et les modes de vie. Yahoo ! France annonce le 21 mars 2016 un projet de 55 licenciements soit les 2/3 des effectifs.
Par ailleurs, le groupe décide le même mois de se vendre, en vendant une grande partie de ses actifs, ne gardant plus que ses participations asiatiques pour des raisons fiscales. Yahoo appelle alors les acheteurs potentiels à formuler leur offre avant le 11 avril 2016. En juillet 2016, après plusieurs rounds d'offres, Yahoo est vendue pour 4,8 milliards de dollars à Verizon qui a acquis récemment AOL pour 4,4 milliards de dollars,. Les actifs immobiliers de Yahoo! sont compris dans cet accord de vente, mais les brevets ne le sont pas. Affaibli par les attaques dont il a été victime, Yahoo aurait consenti début 2017 à un rabais sur la vente de son cœur de métier.
En septembre 2016, Yahoo! confirme qu'en 2014, 500 millions de ses comptes utilisateurs ont été piratés, soit près de la moitié de la totalité de ses comptes.
En décembre 2016, Yahoo! annonce qu'un autre piratage est survenu en août 2013 : pour près d'un milliard de comptes, le nom, l'adresse électronique, le numéro de téléphone et la date de naissance ont été dérobés. Ce sont en fait 3 milliards de compte soit la totalité des comptes Yahoo ! qui auraient été piratés,,.
Marissa Mayer démissionne de Yahoo! le 13 juin 2017.
Le 15 novembre 2017, Mozilla rompt un contrat avec Yahoo, fondé sur un partage de revenus publicitaires, l’accord, signé fin 2014, faisait de Yahoo le moteur de recherche par défaut pour les internautes américains utilisateurs de Firefox. Le contrat devait initialement durer jusqu'en 2019,.
En mai 2021, Verizon annonce la vente au fonds d'investissement Apollo Global Management de ses activités dans les médias incluant les marques AOL, Yahoo ou encore TechCrunch pour 5 milliards de dollars, soit près de la moitié du montant qu'il avait déboursé pour les acquérir, tout en gardant cependant une participation de 10 % dans cet ensemble,.

## Identité visuelle (logo)
Le logo Yahoo! n'a pas profondément changé depuis sa création en mars 1995, la même police d'écriture Yahoo the Font est utilisée, seul l'effet d'ombrage et la couleur évoluent.
La version du logo en rouge est utilisé à partir d'août 1995 avec un effet d'ombrage. Même si la version corporative reste un temps le violet.
En 2009, une version en violet commence à apparaître en lieu et place du logo rouge d'abord ponctuellement durant le premier semestre 2009 - lors de commandites ou différents partenariats (notamment lors de sorties de films), puis elle est déployée officiellement à partir de juin 2009 sur les différentes déclinaisons du portail et du moteur de recherche. À noter qu'une version raccourcie du logo abrégé « Y! » existait déjà.
Dans un communiqué, Yahoo! fait état d'un changement de logo pour la rentrée 2013 et pour célébrer cette évolution chaque jour durant 30 jours Yahoo! arbore un logo différent jusqu'au 4 septembre,. Le nouveau logo est dévoilé le 5 septembre.
En 2019, Yahoo change de logo, rompant avec sa traditionnelle police en majuscule avec une police minuscule en gras Century Gothic. En revanche, la couleur violette reste présente et est même valorisée.

Premier logo de Yahoo! à sa création en mars 1995.
Logo de Yahoo! de août 1995 à 2009.
Logo de Yahoo! de mai 2009 à septembre 2013.
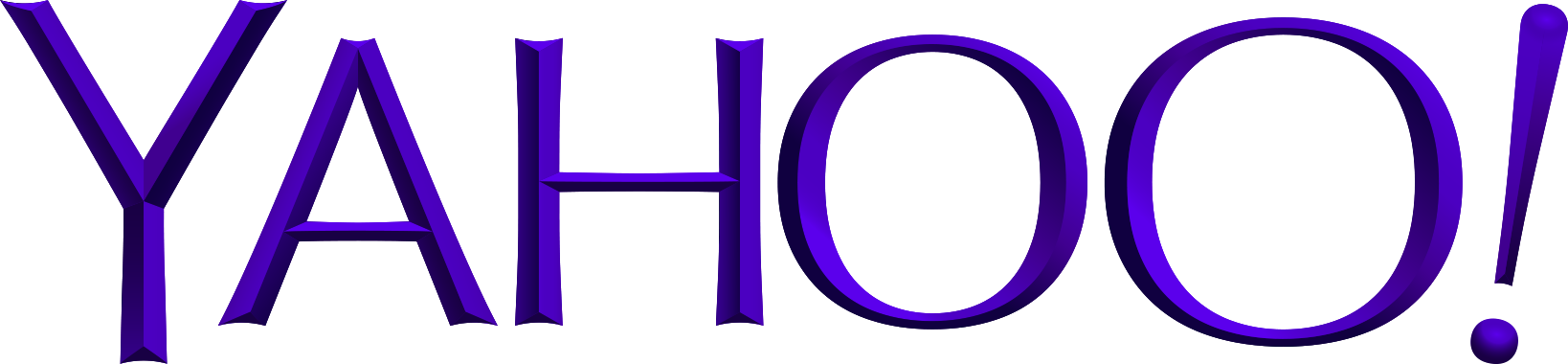
Logo de Yahoo! de septembre 2013 à septembre 2019.
Logo de Yahoo! depuis septembre 2019.

## Actionnaires
Actionnaires d'Altaba au 29 septembre 2019.
| Nom                                 | Actions     | %     |
| Capital Research & Management       | 151 851 000 | 29,2% |
| TCI Fund Management                 | 57 057 273  | 11,0% |
| The Vanguard Group                  | 56 266 406  | 10,8% |
| Clarium Capital Management          | 46 659 242  | 8,98% |
| David Filo                          | 31 510 285  | 6,07% |
| Farallon Capital Management         | 28 362 317  | 5,46% |
| Relational Investors                | 20 657 006  | 3,98% |
| Owl Creek Asset Management          | 20 526 842  | 3,95% |
| Aristeia Capital                    | 16 247 471  | 3,13% |
| Davidson Kempner Capital Management | 15 913 544  | 3,06% |

## Données financières
| Années                   | 1999 | 2000  | 2001 | 2002 | 2003  | 2004  | 2005  | 2006   | 2007  | 2008  | 2009  | 2010  | 2011  | 2012  |
| ------------------------ | ---- | ----- | ---- | ---- | ----- | ----- | ----- | ------ | ----- | ----- | ----- | ----- | ----- | ----- |
| Chiffre d'affaires       | 591  | 1 110 | 717  | 953  | 1 625 | 3 574 | 5 258 | 6 426  | 6 969 | 7 269 | 6 460 | 6 324 | 4 984 | 4 986 |
| EBITDA                   |      |       |      |      | 453   | 1 000 | 1 505 | 1 066  |       |       |       |       |       |       |
| Résultat net             |      |       |      |      | 238   | 840   | 1 896 | 751    |       |       |       |       |       |       |
| Employés                 |      |       |      |      | 5 500 | 7 600 | 9 800 | 11 400 |       |       |       |       |       |       |
| Rapports annuels Yahoo ! |      |       |      |      |       |       |       |        |       |       |       |       |       |       |

## Moteur de recherche Web Yahoo!
Depuis septembre 2005, Yahoo a lancé plusieurs produits et fonctionnalités supplémentaires le distinguant de ses concurrents. Ces ajouts introduisent la notion de Social Search ou recherche communautaire dont le principe est le suivant : les moteurs de recherche ayant été pris d'assaut par des webmasters aux vocations mercantiles, Yahoo! décide de donner aux internautes la capacité de sélectionner et d'annoter les pages et sites Web qui leur paraissent être vraiment intéressants (y compris dans certains cas des sites marchands). Ce faisant, avec des outils comme Mon Web ou Yahoo! Favoris, non seulement les internautes peuvent facilement retrouver ces pages qui leur ont plu, mais ils peuvent également les partager avec les autres internautes utilisant Mon Web. Enfin, le moteur lui-même devient plus pertinent, puisque sur le magma des contenus du Web vient s'intercaler un prisme humain.
Au début de 2011, Yahoo! ajoute la fonction « recherche directe » similaire à la fonction « recherche instantanée » de Google lancée en 2010.

### Fonctionnalités spécifiques
- Recherche multilingue : traduction automatique de la requête en plusieurs langues étrangères et traduction automatique des pages en langue étrangère trouvées.
- Mon Web : outil de stockage de favoris, (l'utilisateur stocke sur le réseau Yahoo! une image conforme de la page au moment où il la voit) et de partage de ces favoris avec des communautés. Possibilité d'annotation et de tagging permettant de filtrer ensuite tous ces résultats.
- Favoris : comme Mon Web, mais pour un usage strictement personnel : l'accent porte plus sur les fonctionnalités d'organisation de favoris (tags, dossiers, vignettes) que sur le partage avec les communautés.
- Yahoo! Video : moteur de recherche de vidéos permettant d'accéder à l'ensemble de toutes les vidéos référencées, qu'elles soient hébergées chez Yahoo! (Music par exemple) ou chez les grands et petits fournisseurs de vidéos. Le téléversement de vidéos personnelles est possible, ainsi que le partage de vidéos trouvées par le biais de ce service.
- Flickr (US) : service de partage de photographie racheté par Yahoo!. Flickr a pour vocation le partage de photos numériques entre internautes, qui peuvent se créer des diaporamas de photos classées par étiquettes (ou tags). Flicker est revendu à SmugMug en 2018.
- Del.icio.us (US) : service 100 % communautaire fondé sur le partage de pages Web. Racheté par Yahoo! ; il fédère une importante communauté technophile. Il est revendu en 2011.

### Messageries
Yahoo! est présent dans ce qui touche à la communication, avec Yahoo! Messenger (un logiciel de messagerie instantanée) et Yahoo! Mail (une adresse courriel). Cette dernière est d'ailleurs celle possédant la plus grande part de marché en 2006 (42,4 %). En mars 2007, Yahoo! annonce que dorénavant, la capacité de stockage de sa boîte courriel est infinie à partir du 27 du même mois.
En 2016, Yahoo! est victime d'un piratage massif touchant 500 millions de comptes de messagerie.

## Évaluation du moteur
D'après le chercheur Jean Véronis (« Étude comparative de six moteurs de recherche » février 2006), Yahoo! et Google sont les deux meilleurs moteurs (parmi six des principaux moteurs francophones). Il est d'ailleurs utilisé par l'ONG GoodSearch et des entreprises comme Veosearch qui reversent une part de leurs revenus financés par les pages commerciales à des œuvres de charité ou écoles.

## Cinéma et télévision
Le site est apparu dans un bon nombre de films. Dans le film américain de 2003 Bruce tout-puissant, le personnage éponyme de Bruce Nolan se voit offrir l'omnipotence de la part de Dieu. Dans une scène, il répond aux prières envoyées par les humains en utilisant une messagerie web dénommée Yahweh!. Ce service fictif se rapproche de Yahoo par son identité sonore, par son logo, et par son nom jouant sur la paronymie avec celui de l'original (il s'agit en fait de la transcription en anglais de YHWH, le nom de Dieu dans la Bible hébraïque). Dans le film français de 2007 Ne le dis à personne, le webmail de Yahoo! est utilisé à plusieurs reprises par le personnage de Margot Beck pour reprendre contact avec son mari Alexandre qui la croyait morte. Cette intégration au scénario est le résultat d'un contrat de placement de produit, en échange duquel Yahoo! a assuré la promotion du film.
Dans le drama coréen Full House, l'un des personnages principaux, Yoo Min Hyuk (incarné par Kim Sung Soo) est le CEO d'un chaebol du nom de Yah!, le logo étant quasiment identique. Dans le film Inspecteur Gadget, une publicité Yahoo! tombe sur la voiture du héros. Dans le film américain de 2000 Fréquence interdite, le personnage Frank Sullivan qui communique avec le passé demande à son ami Gordo alors enfant de mémoriser le mot Yahoo. À la fin du film, on aperçoit trente ans plus tard la plaque minéralogique de Gordo sur laquelle figure l'inscription « New York 1 Yahoo ».

## Groupe Yahoo!

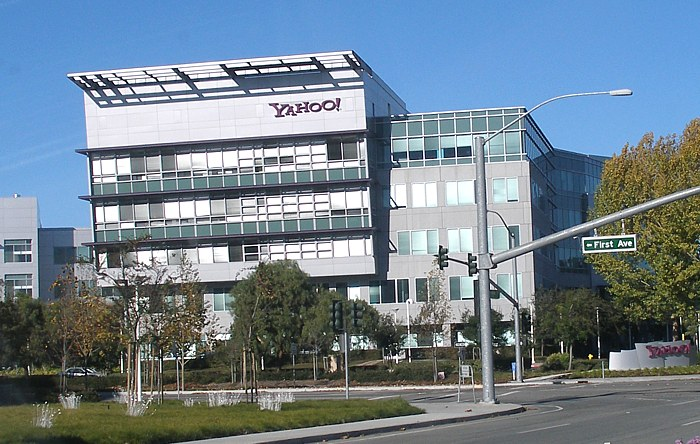
Siège de Yahoo! à Sunnyvale en Californie.

Depuis 1997, Yahoo! a acquis et intégré de nombreuses sociétés de taille diverse. Les services de certaines de ces sociétés ont été intégrés au portail Yahoo!.
| - Net Controls (09/1997) - Four11 (10/1997), annuaire, devenu Yahoo! People Search, ainsi que service webmail RocketMail devenu Yahoo! Mail et dont la marque a été réintroduite par Yahoo! comme option pour la création de comptes webmail en juin 2008 - Classic Games (03/1998), jeux en ligne, devenu Yahoo! Games - ViaWeb (06/1998), fournisseur de solutions de commerce en ligne - WebCal (07/1998), devenu Yahoo! Agenda - Yoyodyne (12/1998), marketing direct - Sportacy (12/1998) - Hyperparallel (01/1999) - Log-Me-On (02/1999) - GeoCities (05/1999), hébergement internet gratuit (fermé) - [Encompass (05/1999) - Online Anywhere (06/1999), devenu Yahoo! Mobile | - Broadcast.com (07/1999) - MyQuest (11/1999) - Arthas.com (03/2000), solutions de paiement électronique de particuliers à particuliers - eGroups (en) (08/2000), groupes de discussion, devenu Yahoo! Groups (en), inactifs depuis janvier 2020 (suppression prévue pour le 15 décembre 2020) - Kimo (11/2000) - Sold.com (04/2001), petites annonces immobilières - Launch Media (06/2001), devenu Launch, Music on Yahoo! - HotJobs (01/2002), site de recherche d'emploi, devenu Yahoo! HotJobs - Inktomi (12/2002), moteur de recherche - Yahoo! Search Marketing (anciennement Overture) (10/2003), services de marketing en ligne - 3721 (01/2004), portail web chinois - Kelkoo (04/2004), comparateur de prix, parfois appelé Yahoo! shopping - Ludicorp (en) (03/2005), développeur du site de partage d'images Flickr - Konfabulator (07/2005), développeur d'applications miniatures (widgets) | - del.icio.us (12/2005), service de partage de marque-pages Internet - Jumpcut (09/2006), service d'édition vidéo en ligne - Bix (11/2006), service permettant aux internautes de créer leurs propres concours (comme des karaokés) - MyBlogLog (01/2007), réseau social - Yahoo! Maps (2007), service gratuit de cartes et d'itinéraires. - Tumblr (2013), plate-forme de microblogging - Blink (05/2014), application mobile de partage de photos - Flurry (07/2014), publicité mobile - BrightRoll (11/2014), plate-forme de publicité vidéo - Cooliris (11/2014), Solution d'affichage multimedia |

Date de lancement non connue :
- Yahoo! News, service d'actualités en ligne.
- Yahoo! Pour elles, actualité destinée aux femmes.

## Condamnations
En janvier 2024, Yahoo France est condamnée par la CNIL à une amende de 10 millions d'euros pour l'installation de cookies même en cas de désaccord de l'utilisateur de Yahoo! Mail. Par ailleurs Yahoo! Mail ne respecte pas le principe du consentement libre : si l'utilisateur ne donne pas son consentement, il n'a pas accès aux fonctionnalités de Yahoo! Mail.

## Controverses

### Chine
Par respect de la législation en vigueur et de ses accords avec l'État chinois, Yahoo! exclut de son moteur de recherche en Chine certains sites considérés illégaux par les autorités chinoises. L'entreprise a signé le « Public Pledge on Self-Discipline for the China Internet Industry », qui indique qu'elle accepte de suivre les règlementations chinoises en vigueur. Les recherches considérées comme sensibles, par exemple « indépendance de Taïwan » ou « Tian'anmen » offrent ainsi des résultats limités et approuvés par les autorités.
En avril 2007, le journaliste Shi Tao, qui travaillait pour le Dangdai Shang Bao, a été condamné par les autorités chinoises à dix ans de réclusion criminelle pour « divulgation illégale de secrets d’État à l’étranger ». Reporters sans frontières indique qu'il a été arrêté avec l'aide de Yahoo! Holdings, qui a livré aux autorités chinoises des informations à partir de son adresse IP : il s'agit d'informations qui leur permettaient d'identifier son adresse électronique et le contenu du message contenant des informations qualifiées par le gouvernement chinois de « secrets d'État ». Yahoo! a répondu à l'injonction de la sécurité d'État chinoise qui indiquait la nature de l'enquête et ce qu'elle reprochait à Chi Tao. Yahoo! a reconnu les faits et doit dédommager la famille du journaliste. L'entreprise a été qualifiée de « collaborateur zélé de la censure » et « auxiliaire de la police chinoise ».
Ce fut aussi le cas avec Wang Xiaoning lui aussi condamné à 10 ans de prison.

### Taille de l'index
En 2005, Yahoo! et Google se sont affrontés sur la taille de leurs index respectifs. Il est difficile d'évaluer la taille réelle pour plusieurs raisons. Alors qu'aux débuts des moteurs de recherche, la taille de l'index était un argument important (la capacité de tout pouvoir indexer le plus vite possible), certaines personnes pensent que ce qui compte désormais est la pertinence (il serait peu utile d'afficher trois millions de résultats quand l'internaute souhaite qu'on lui présente directement les résultats répondant à sa demande)[réf. nécessaire].

### Gouvernement américain
Le 4 octobre 2016, l'agence de presse Reuters, s'appuyant sur le témoignage de deux anciens employés, révèle que Yahoo! a conçu et mis en place en 2015, un programme informatique de surveillance de masse pour espionner en temps réel les boites e-mail de tous ses utilisateurs à la demande du gouvernement américain.
Le 5 octobre, le quotidien américain The New York Times révèle plusieurs détails sur la manière dont ce programme fonctionnait. L'entreprise aurait modifié son service de filtre antispam pour qu’il soit capable de détecter certains mots-clés et transmette les messages ainsi détectés au FBI. Selon ce dernier, des enquêteurs auraient fait cette demande après avoir découvert que des membres d'un groupe terroriste non identifié utilisaient les services de Yahoo! pour communiquer. Ne sachant pas quelles boîtes e-mails étaient utilisées pour ces échanges, ils auraient demandé à Yahoo! de mettre en place ce programme de surveillance de masse. L'injonction du FBI, validée par la cour FISA, aurait été assortie d’une interdiction pour Yahoo! de révéler l’existence de ce système de filtre.

### Vol de données
Le 15 décembre 2016 Yahoo! admet s’être fait voler en 2014, les données d’un milliard de ses utilisateurs. Ces données comprennent des noms, des adresses électroniques, des dates d’anniversaire, des mots de passe ainsi que des questions et des réponses de sécurité. Les clients actuels de Yahoo! sont les premières victimes potentielles, leurs comptes risquant d’être piratés à tout moment.
En mars 2017, Dmitri Dokuchaev un cybercriminel russe a été inculpé par le ministère américain de la Justice pour son rôle présumé dans l'affaire Yahoo! des violations de données